# 瓦西里·索科洛夫斯基
瓦西里·丹尼洛维奇·索科洛夫斯基（俄语：Василий Данилович Соколовский,1897年7月21日—1968年5月10日），苏联军事家。索科洛夫斯基主要担任参谋工作，协助朱可夫等组织了苏德战争中的多次重要战役，1945年获得苏联英雄称号，1946年被授予苏联元帅军衔。1962年他主持编著了《军事战略》一书，强调核武器致胜论，其强调火箭核战略的理论成为冷战时期苏军的战略基础。

## 早年
索科洛夫斯基生于格罗德诺省比阿韦斯托克县附近的村子（今属波兰波德拉谢省）。1918年参加红军，同年11月到1919年6月进入红军军事学院就读。毕业后担任了半年的步兵第32师副参谋长。1919年12月回到军事学院就读，1921年10月从工农红军军事学院毕业，被派往土耳其斯坦方面军，任作战部副部长，后任作战部长。曾参与对巴斯玛奇运动的镇压，荣获红旗勋章。
1922—1930年历任中亚地区步兵师参谋长、莫斯科军区步兵师参谋长、北高加索和白俄罗斯两军区的步兵军参谋长。1928年索科洛夫斯基从高级军事干部速成班毕业。1930—1935年先后任步兵师师长、伏尔加河沿岸军区副参谋长。1931年加入苏联共产党。1935年5月起，索科洛夫斯基任乌拉尔军区参谋长。1938年4月起转任莫斯科军区参谋长。1941年2月起任苏军排名第二的副总参谋长，和尼古拉·费多罗维奇·瓦图京一起协助总参谋长 格奥尔基·朱可夫工作。

## 第二次世界大戰
苏德战争开始后不久以德米特里·巴甫洛夫为首的西方面军指挥部被集体解职，索科洛夫斯基被派往西方面军担任参谋长，他协助铁木辛哥组织了斯摩棱斯克战役。1941年10月朱可夫接掌西方面军，索科洛夫斯基继续担任参谋长，协助组织了莫斯科保卫战，他在这两场战役中充分显示了自己的军事和组织才干。
1943年2月索科洛夫斯基担任西方面军司令，指挥西方面军部队与加里宁方面军协同作战，胜利进行了勒热夫—维亚济马战役。1943年夏又率部参加了奥廖尔战役和斯摩棱斯克战役，突破了德军的强大防御。但在1943年底的奥尔沙攻势和1944年初的维捷布斯克攻势中，索科洛夫斯基所部损失惨重，索科洛夫斯基因此被降职，派到乌克兰第1方面军担任参谋长。
索科洛夫斯基在乌克兰第1方面军参谋长任上协助朱可夫和科涅夫组织了利沃夫－桑多梅日、维斯瓦河—奥得河等战役。1945年4月调任白俄罗斯第1方面军参谋长，协助朱可夫进行柏林战役的准备和实施工作。柏林战役后他参与了德军投降仪式，后被授予苏联英雄称号。

## 二战之后
战后索科洛夫斯基任苏军驻德军队集群副总司令，1946年3月起任总司令、苏联驻德军管局总指挥兼对德管制委员会苏方委员。1948年6月面对美英法3国在所占区开始进行货币改革，索科洛夫斯基发表了《告德国民众书》，认为英美法3国欲分解德国，不久切断了东西柏林之间的交通，史称第一次柏林危机。1949年3月斯大林派较为温和的崔可夫接替了态度强硬的索科洛夫斯基，索科洛夫斯基回国后担任苏联武装力量部（1950年2月起为苏联军事部）第1副部长。
1952年6月斯大林免去了总参谋长什捷缅科的职务，索科洛夫斯基于1952年6月－1960年4月任苏联军事部（1953年3月起为苏联国防部）第一副部长兼总参谋长。在这期间索科洛夫斯基领导撰写了《军事战略》一书，提出“未来的世界大战，就武器来说，首先是火箭核战争，进行这种战争的基础是各个军种，首先是战略火箭军和导弹原子潜艇，大量使用火箭核武器。”索科洛夫斯基的这一军事理论成为冷战时期苏军主要的指导思想，1960年起索科洛夫斯基担任苏联国防部总监组总监（相当于退役）。
1968年索科洛夫斯基去世，葬于克里姆林宫红场墓园，新切尔卡斯克红旗高级军事通信指挥学校以其名字命名。格罗德诺市树有其半身像，乌拉尔军区司令部大楼为其设置有纪念牌。

## 主要著作
- 主编《军事战略》（1962）
- 《解放西乌克兰地区》(1965)
- 《光荣的战斗历程》（1966）
- 《莫斯科大会战及其历史意义》